# Abraham Caland
Abraham Caland (Westkapelle, 22 maart 1789 – Middelburg, 11 april 1869) was een Nederlands waterbouwkundige, Hoofdingenieur van Zeeland bij Rijkswaterstaat en lid van de Provinciale Staten van Zeeland. Ook was hij de vader van, tevens waterbouwkundige, Pieter Caland, ontwerper van de Nieuwe Waterweg.

## Levensloop

### Jeugd en opleiding
Abraham Caland werd in 1789 geboren als oudste zoon van Pieter Marinusse Caland, dijkwerker. En als dijkwerkerszoon was hij voorbestemd om dit vak ook uit te gaan oefenen. Eind 18e eeuw werd er veel armoede geleden op Westkapelle, hierdoor was Caland zijn moeder genoodzaakt hem op bedeltocht te sturen. Blijkbaar deed hij dit zo succesvol dat hij steeds een bedrag voor zichzelf kon houden. Toen hij uiteindelijk een flink bedrag had verzameld, richtte hij zich tot de plaatselijke schoolmeester, Huibregt de Wagemaker, met de vraag of hij voor dit bedrag wat onderwijs mocht genieten. Op 13-jarige leeftijd werkte Caland nog voor daggeld aan de dijk, maar een jaar later, in 1803, had hij al zoveel bijgeleerd dat hij aangenomen was voor een studie bij het instituut voor den waterstaat in de Abdij van Middelburg. Hier zou hij één van docent J. de Kanter Phz.'s beste studenten worden. 

### Loopbaan

#### Polder Walcheren
Na zijn slagen in 1806 werd Caland in de praktijk aan het werk gezet als opzichter in de Polder Walcheren. Het polderbestuur besloot hem te plaatsen in het rayon de Noordwatering, onder toezicht van de oppercommies. Caland kwam hierdoor te wonen in 's Landshuis in Westkapelle, het latere Polderhuismuseum, onder dezelfde dijk waaraan hij enkele jaren eerder nog werkte. Lang zou zijn verblijf in Westkapelle niet duren, want na de Watersnood van 1808 die Vlissingen onder water zette, werd hij overgeplaatst naar de Zuidwatering. Opdrachten die hij daar kreeg zijn onder andere: onderzoek naar ingravingen door Franse militairen in een dijk in Vlissingen en het vervaardigen van een kaart van dijken en voorgronden tussen Veere en Arnemuiden.

#### 's Rijkswaterstaat
In 1812 werd Caland nog benoemd tot Opper-Commies, maar in mei van hetzelfde jaar stapte hij over naar 's Rijkswaterstaat als conducteur 2e klasse in het district Walcheren. Hier hield hij zich bezig met een nieuw havenkanaal voor Middelburg dat in 1817 werd opgeleverd. In december 1816 werd Caland bevorderd tot ingenieur 2e klasse, en ook kreeg hij een nieuw district aangewezen, Zeeuws-Vlaanderen, waar de waterstaatswerken in de Franse tijd flink verwaarloosd waren. De eerste jaren zou vooral het verdedigen en opwaarderen van de Hoofdplaatpolder Caland hier bezighouden. Tussen 1824 en 1826 werkte hij ook veel aan de opwaardering van de Sassevaart tot het Kanaal Gent-Terneuzen.
In 1826 werd hij overgeplaatst naar het arrondissement Schouwen en Duiveland. Vanaf 1833 ook als gemeenteraadslid in Zierikzee, bemoeide Caland zich ook mee met de bouw van de Nieuwe Kerk aldaar. Dit was namelijk een waterstaatskerk, en dus had de lokale arrondissementsingenieur de taak om het ontwerp te beoordelen en de bouw te controleren.
In Zierikzee bracht Caland, inmiddels ingenieur 1e klasse en erkend specialist in de Zeeuwse oeververdediging, in 1833 zijn hoofdwerk uit: Handleiding tot de kennis der Dyksbouw en Zeeweringskunde. Hierin poogt hij een in de praktijk getoetste theoretische basis te geven voor het bouwen van dijken, kennis waaraan het bij menig polderbestuur destijds nog ontbrak. Niet alleen beschrijft hij de in zijn tijd al bekende kennis op dit vlak, maar hij brengt ook nieuwe denkbeelden aan. Zo keurt hij het oude stelsel, van steeds achteruitwijken na het verliezen van een polder, ten zeerste af. Hij stelt een systeem voor waarin uitstekende punten, nollen of dijkshoeken sterk verdedigd worden, om zo de tussenliggende oevervakken beter tegen stroomaanval te beschermen. Aangezien hij had opgemerkt dat weggevallen oevers na enige jaren weer dichtslibden, kon men met deze vaste punten de ondergelopen polder goedkoper weer bedijken.
Een jaar nadat de hoofdingenieur van het district Zeeland, P. van Diggelen, in 1836 plotseling was komen te overlijden, werd bij koninklijk besluit van 24 februari 1837 Caland benoemd tot hoofdingenieur in Zeeland, met standplaats Middelburg. Een van de eerste werkzaamheden die hij op zich nam, was een reis naar Den Haag om de minister ervan te overtuigen voortaan Vilvoordse steen aan te voeren voor de aanleg van steenglooiingen. Een opmerkelijk detail in de eerste jaren van Calands carrière als hoofdingenieur is een geschil met de president van de Polder Walcheren, J.L. Snouck Hurgronje, over wie de 'locale Directien' zijn, het lokale polderbestuur of de 'Ingenieur van de Waterstaat in het arrondissement'.
Na de officiële onafhankelijkheid van België in 1839 kreeg Caland veel zaken te regelen omtrent de nieuwe grenssituatie. Zo werd hij in 1842 lid van een gemengde Nederlands-Belgische commissie 'tot bepaling der grensscheiding tusschen Nederland en België en de afwatering van de grenslanden tusschen Zeeland en Oost-Vlaanderen'. Na de invoering van het Scheldetractaat (1843) werd Caland belast met het ontwerp van een nieuw uitwateringskanaal in Oost-Zeeuws-Vlaanderen; later zou M.G. Beijerinck dit project toegewezen krijgen.
Dat de zeeweringen onder Calands beleid in orde waren, bleek nadat na de stormvloeden van 1845, waarbij de waterstanden nog hoger waren dan in 1808, geen enkele polder inundeerde. In 1851 werd Caland nog lid van een commissie belast met de samenstelling van de algemene voorschriften voor het uitvoeren van Rijkswerken.

#### Weer Polder Walcheren

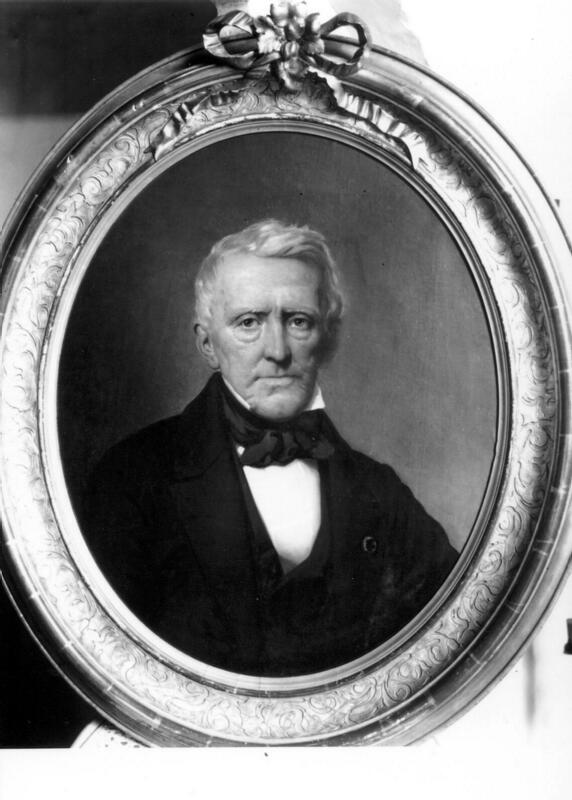
Abraham Caland in 1865 op 76-jarige leeftijd

Op 65-jarige leeftijd, in 1854, trad Caland af als hoofdingenieur bij het waterstaat. Nagenoeg meteen daarna werd hij voorgedragen en benoemd tot president van de Polder Walcheren. Hij zou dit blijven tot aan zijn overlijden in 1869. Tijdens dit laatste deel van zijn carrière bleef Caland niet stilzitten. Zo bracht hij vele publicaties uit over onder andere het nieuwe polderreglement, plannen om de Middelburgse haven te verbeteren, bij Scheveningen een haven aan te leggen en een Noordzeehaven voor Amsterdam ofwel een kanaal naar de Noordzee aan te leggen. Ook schreef Caland in zijn laatste jaren vaak zijn zoon Pieter en bemoedigde hij hem wanneer deze tegenslag ondervond in zijn project de Nieuwe Waterweg. Op bijna tachtigjarige leeftijd, in februari 1869, werd Caland nog door de Amsterdamse gemeenteraad benoemd tot lid van een commissie om bezwaren te onderzoeken voor een spoorwegverbinding Haarlem-Amsterdam-Utrecht, langs de zuidzijde van de stad. In april 1869 zou Abraham Caland echter komen te overlijden.

#### Politieke carrière
Tijdens zijn carrière op Schouwen-Duiveland was Caland van 1833 tot 1837 lid van de gemeenteraad van Zierikzee. Met zijn benoeming tot hoofdingenieur in 1837 verliet hij Zierikzee en de Zierikzeese raad.
In juni 1842 werd hij verkozen door het 5e district (Oost-Zeeuws-Vlaanderen) tot lid der Provinciale Staten van Zeeland, wat hij zou blijven tot juli 1849.
In 1856, twee jaar na zijn aftreden als hoofdingenieur, trad hij toe tot de gemeenteraad van Middelburg. Het jaar daarop bracht hij dan ook enkele publicaties uit waarin hij erop wees dat Middelburg vermoedelijk de ongezondste stad van Nederland was. Hij verwees hiermee naar het uitlopen van riolen op de grachten, open mestputten en vuile slikgoten langs de huizen.

### Persoonlijk
Caland trouwde in 1815 met Catharina Wilhelmina van der Plas en had met haar één dochter en drie zonen, onder wie Pieter Caland. Een jaar nadat Van der Plas in 1843 was overleden, hertrouwde hij met jkvr. Anna Elisabeth Schorer. Door dit tweede huwelijk, met een lid uit de invloedrijke familie Schorer, groeide Caland zelf ook in aanzien binnen de Zeeuwse adelstand. Bovendien verkreeg hij na het overlijden van Anna Elisabeth Schorer (in 1852) het vruchtgebruik van de buitenplaats Arnestein. Hier zou hij ook blijven wonen tot hij op 11 april 1869 op tachtigjarige leeftijd overleed.
Via zijn zoon Pieter was hij grootvader van indoloog Willem Caland, en via zijn dochter Johanna van componist en luitenant-kolonel Emile von Brucken Fock en van componist en kunstschilder Gerard von Brucken Fock.

## Trivia

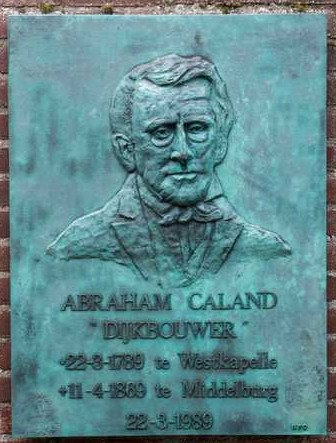
Plaquette ter ere van Abraham Caland in de Westkappelse Zeedijk

### Onderscheidingen
- Ridder in de Orde van de Nederlandse Leeuw (1840)
- Commandeur in de Orde van de Eikenkroon (1862)

### Monumenten of vernoemingen
- In 1856 werd de Calandpolder, een 63 ha grote, ingedijkte polder naar Abraham Caland vernoemd. In 1901 en bij de Stormvloed van 1906 inundeerde de polder. In 1955 werd de polder, nu 75 ha, herdijkt.[7]
- Na de dijkverzwaringen in Calands geboorteplaats Westkapelle van 1986 tot 1988[8] werden er enkele nagedachtenissen aan Caland aangelegd.
  - Er is een plein naar hem vernoemd: het Abraham Calandplein.
  - Ook is er in een keermuurtje in de Westkappelse Zeedijk een bronzen plaquette ter ere van Abraham Caland aangebracht.[9][10]

### Overig
- In 1827 ontving Caland een zilveren theeservies van de gemeente Zierikzee als dank voor zijn werk als ingenieur in het arrondissement Schouwen Duiveland.
- Calands opvolger als hoofdingenieur, J.A. Beijerinck, verklaarde na de stormvloed van 1858, dat het feit dat er zo weinig schade aan calamiteuze polders in Zeeland was ontstaan vooral te danken was aan Calands zorgen.
- W.C.M. de Jonge van Ellemeet, die bedankte voor de functie van president van de Polder Walcheren nadat Caland was voorgedragen, typeerde Caland als zeer autoritair met de woorden: Betreurenswaardig zou ik het oordeelen, bijaldien men om de eigenaardige feilen die ook hem (Caland) als mensch gelijk aan elk onzer aankleven, het beginsel om een deskundige aan het hoofd der directie te plaatsen, wilde ter zijde stellen.

## Publicaties, een selectie
- Caland, A.,  (1819). Verhandeling over het nut der afgezaagde palen-hoofden en de beste wijze van verdediging der Zeeuwsche stranden. Archief KZGW  : p.1-110
- Caland, A., Handleiding tot de kennis der dyksbouw en zeeweringskunde. J. van de Velde Olivier, Zierikzee (1833).
- Caland, A., Verhandeling over het bouwen van een fort in den mond der Westerschelde, buiten Vlissingen en Breskens. J. van de Velde Olivier, Zierikzee (1836).
- Caland, A., Vrije beroordeling van het ontwerp-regelement van administratie der polders in Zeeland. U.F. Auer, Middelburg (1856).
- Caland, A., Memorie betreffende den verachterden toestand der tegenwoordige Middelburgsche haven, en advis om die haven ook voor de grootste zeeschepen bevaarbaar te maken en met geringe kosten bevaarbaar te houden. J.C. & W. Altorffer, Middelburg (1857).
- Caland, A., Beschouwingen over den gezondheidstoestand van Nederland en bijzonder van Middelburg. De Gebroeders Abrahams, Middelburg (1857).
- Caland, A., Open brief aan den heer Mr. K. Waghto, betrekkelijk zijne verdediging van het onlangs ontworpen polder-reglement van Zeeland. J.C. & W. Altorffer, Middelburg (1857).
- Caland, A., Nadere beschouwingen over het herstel en de verbetering der Middelburgsche haven. J.C. & W. Altorffer, Middelburg (1858).
- Caland, A., Iets over het algemeen reglement voor de polders der provincie Zeeland, hetwelk eerstdaags bij de Provinciale Staten op nieuw in behandeling komt. J.C. & W. Altorffer, Middelburg (1859).
- Caland, A., Ontwerp voor eene zeehaven te Scheveningen, voorafgegaan door eenige bedenkingen op de daartoe reeds ingezondene ontwerpen. J.C. & W. Altorffer, Middelburg (1860).
- Caland, A., Nader betoog hoe en door wien eene zeehaven te Scheveningen moet worden aangelegd. J.C. & W. Altorffer, Middelburg (1862).
- Caland, A., Eenige beschouwingen over eene Noordzeehaven voor Amsterdam en de afdamming van het IJ bij het Pampus. J.C. & W. Altorffer, Middelburg (1863).
- Caland, A., Eenige beschouwingen over den physischen en geldelijken toestand van den polder Walcheren. De Gebroeders Abrahams, Middelburg (1866)..
- Caland, A., Bijdrage tot de kennis der golven en der Stroomen van Vloed en Eb, met hunne uitwerkselen op de stranden en oevers der Noordzee, zeegaten en riviermonden, en middelen om de schadelijke gevolgen daarvan te voorkomen. De Gebroeders Abrahams, Middelburg (1867)..
- Caland, A., Kanaal voor Amsterdam met de Noordzee; beoordeeling der memorie van beantwoording der Regering op het voorloopig verslag van de Commissie der Tweede Kamer van de Staten-Generaal, betreffende de overeenkomst ter wijziging van de concessie voor een Noordzeekanaal van Amsterdam. De Gebroeders Abrahams, Middelburg (1868)..
- Caland, A., Ontwerp voor een open vaarwater van Amsterdam naar de Noordzee met de vereischten waaraan het moet voldoen en de voordelen aan hetzelfde verbonden. De Gebroeders Abrahams, Middelburg (1868)..
- Caland, A., Nog een woord over eene Noordzeehaven van Amsterdam, in verband beschouwd met de toekomst van die stad. De Gebroeders Abrahams, Middelburg (1868)..
- Caland, A., Historisch overzigt en opmerkingen betrekkelijk de ontwerpen tot verbinding van de Noord- met Zuiderzee langs Amsterdam, hetzij door een open vaarwater, of door een met dammen en sluizen gesloten kanaal. De Gebroeders Abrahams, Middelburg (1869)..